# Stadio Città dello sport Principe Faisal bin Fahd
Lo stadio Città dello sport Principe Faisal bin Fahd ( in arabo مدينة الأمير فيصل بن فهد الرياضية‎?) è un impianto sportivo polivalente, utilizzato principalmente per le partite di calcio, situato a Riad, la capitale dell'Arabia Saudita. Ha una capacità di 22 500 posti ed è intitolato al principe Faisal bin Fahd bin Abdulaziz al-Saud. Attualmente ospita le gare casalinghe dell'Al-Hilal, dell'Al-Nassr e dell'Al-Shabab.
Lo stadio, progettato dall'architetto Michael KC Cheah, fu inaugurato nel 1971 e nel 1972 ospitò la cerimonia di apertura della Coppa del Golfo. Nella stagione 2011-2012 è diventato uno dei primi stadi sauditi a utilizzare la biglietteria elettronica.